# Daniel Miehm
Daniel Miehm (Kitchener, 27 de agosto de 1960) é um bispo católico canadiano e ocupa o cargo de bispo auxiliar na Diocese de Hamilton.

## Vida religiosa
Frequentou o ensino primário na escola St. Leo em Kitchner e o ensino secundário na St. Jerome's High School. Inscreveu-se no curso de filosofia na St. Jerome's University em Waterloo, Ontario, uma universidade federada da University of Waterloo, e seguiu o curso de Teologia no Seminário St. Augustine em Toronto. Foi ordenado presbítero a 6 de maio de 1989 na Diocese de Hamilton. Entre 1989 e 1992 esteve nomeado como vigário paroquial na paróquia de St. Xavier em Stoney Creek e posteriormente entre 1992 e 1994 também como vigário paroquial na Catedral Christ the King de Hamilton. Entre 1994 e 1996 foi estudante em Roma e obteve a licenciatura em Direito Canónico na Pontifícia Universidade Santo Tomás de Aquino. No regresso à sua diocese, ocupou as funções de vigário na Catedral Christ the King de Hamilton, defensor de vínculo no Tribunal eclesiástico de Hamilton, pároco de Our Lady of Lourdes de Hamilton e de St. Ann de Ancaster (2004-2012). Desde 2010 é pároco na recém paróquia de St. Benedict de Milton e assistente espiritual na St. Thomas More Lawyer's Guild.
Em 20 de fevereiro de 2013 foi nomeado bispo auxiliar da Diocese de Hamilton e bispo-titular de Gor pelo Papa Bento XVI.